# Districtes del Cantó d'Argòvia

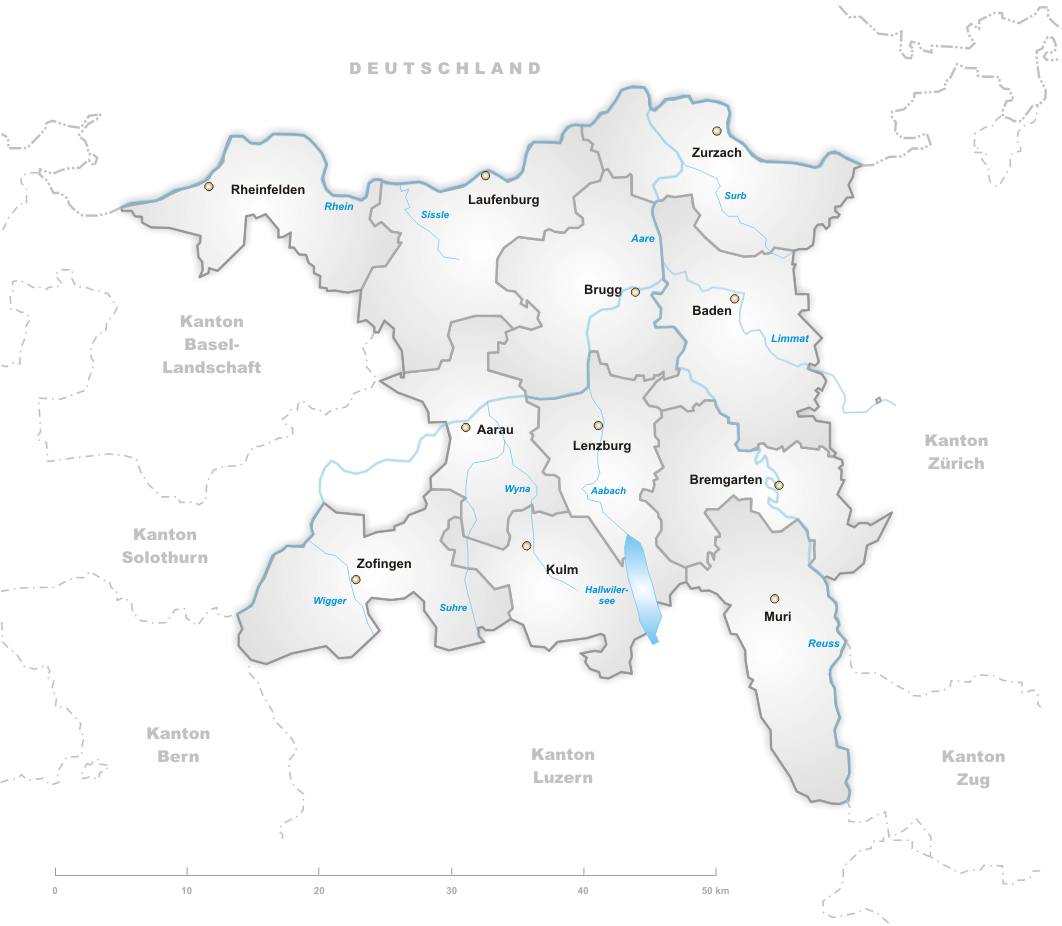
Els districtes del cantó d'Argòvia

Els Districtes del Cantó d'Argòvia (Suïssa) són 11 (desembre de 2008):
| Nom         | Població (2003) | Superfície (km²) | Densitat (hab./km²) | Núm. de municipis |
| ----------- | --------------- | ---------------- | ------------------- | ----------------- |
| Aarau       | 65094           | 104.47           | 623.09              | 13                |
| Baden       | 120728          | 152.57           | 791.30              | 26                |
| Bremgarten  | 64248           | 117.46           | 546.98              | 24                |
| Brugg       | 45023           | 149.31           | 301.54              | 31                |
| Kulm        | 36471           | 101.35           | 359.85}             | 17                |
| Laufenburg  | 26669           | 152.57           | 174.80              | 23                |
| Lenzburg    | 47662           | 102.71           | 464.04              | 20                |
| Muri        | 29082           | 138.96           | 209.28              | 20                |
| Rheinfelden | 39256           | 112.09           | 350.22              | 14                |
| Zofingue    | 59683           | 142.01           | 420.27              | 18                |
| Zurzach     | 31078           | 129.99           | 239.08              | 23                |
| Total       | 564994          | 1403.49          | 402.56              | 229               |